# 幸せのきずな
『幸せのきずな』（Flash of Genius）は、2008年に公開されたアメリカ映画。間欠式ワイパーの発明者であるロバート・カーンズが特許侵害でフォード・モーター社を訴えた実話を描いた、雑誌ザ・ニューヨーカーに掲載されたジョン・シーブルックの記事を基に製作されたヒューマンドラマである。

## ストーリー
革新的な自動車の部品を発明した主人公が、それを盗用したとされる巨大企業へ訴訟を起こし、長期に渡る裁判抗争に勇敢に挑んでいく…。

## キャスト
※括弧内は日本語吹替
- ボブ・カーンズ - グレッグ・キニア（広瀬彰勇）
- フィリス・カーンズ - ローレン・グレアム（藤本喜久子）
- ジル・プレヴィック - ダーモット・マローニー（清水明彦）
- グレゴリー・ローソン - アラン・アルダ（村松康雄）
- マックリン・テイラー - ミッチ・ピレッジ（世古陽丸）
- フランク・サーティン - ダニエル・ローバック（小島敏彦）
- デニス・カーンズ - ジェイク・アベル（逢笠恵祐）
- スコット - ビル・レイク

## DVD
- 2010年1月22日 発売元・販売元：ジェネオン・ユニバーサル・エンターテイメント GNBF-1693